# El Sauz Tres
El Sauz Tres är en ort i Mexiko.   Den ligger i kommunen San Luis de la Paz och delstaten Guanajuato, i den centrala delen av landet, 230 km nordväst om huvudstaden Mexico City. El Sauz Tres ligger 2 043 meter över havet och antalet invånare är 475.
Terrängen runt El Sauz Tres är platt västerut, men österut är den kuperad. Runt El Sauz Tres är det ganska tätbefolkat, med 124 invånare per kvadratkilometer. Närmaste större samhälle är San José Iturbide, 18,7 km sydost om El Sauz Tres. Trakten runt El Sauz Tres består till största delen av jordbruksmark.